# ユー・アンド・アイ (レディー・ガガの曲)
「ユー・アンド・アイ」(Yoü and I)は、アメリカ合衆国の音楽家、レディー・ガガの楽曲。彼女の2枚目のスタジオ盤『ボーン・ディス・ウェイ』からの4枚目のシングルとして、2011年8月23日に発売された。

## 背景

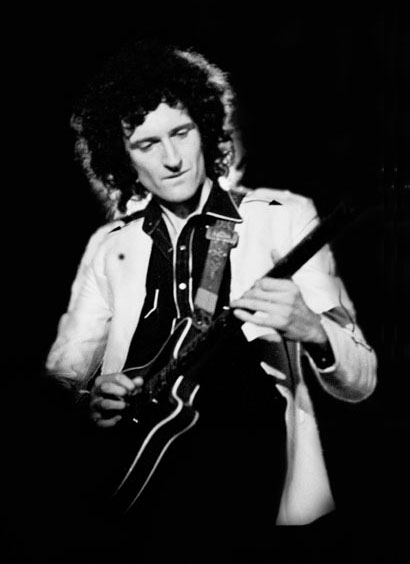
伝説のロックバンドクイーンのギタリストであるブライアン・メイ

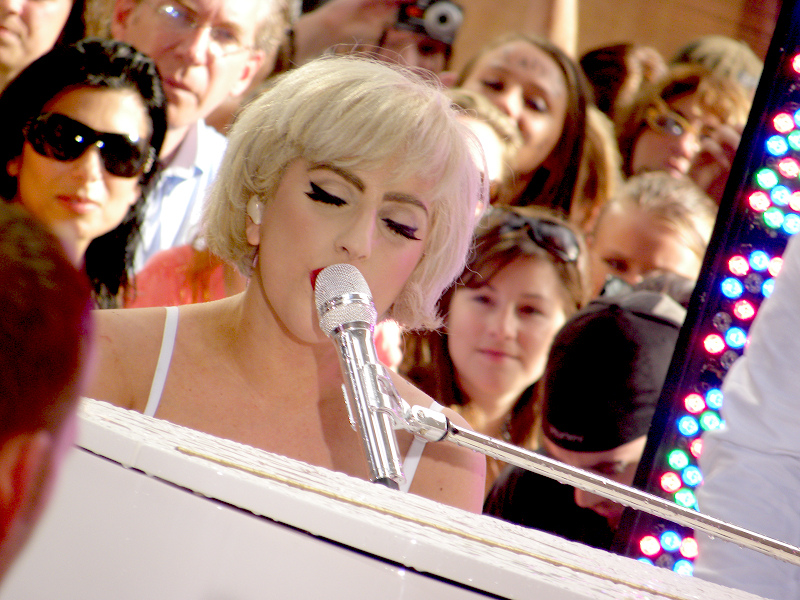
米テレビ番組「トゥデイ」で「ユー・アンド・アイ」を披露するガガ

ガガのシングルはシンセサイザーを多用したダンス・ミュージックが主流であったが、11枚目にして初めてロックの楽曲をシングルとした。Lady Gagaの名の由来である代表曲「RADIO GA GA」で知られるクイーンのギタリスト、ブライアン・メイがギターとバック・コーラスで参加しているほか、ブライアン作曲の代表曲「ウィ・ウィル・ロック・ユー」の足踏みリズムがサンプリングされている。
ガガはこの曲を大変気に入っており、2010年10月に米テレビ番組「トゥデイ」でアルバムからいち早くこの曲を生演奏した。そのため、実質『ボーン・ディス・ウェイ』から最も早く公開された曲ということになる。この曲はアメリカネブラスカ州出身のガガの元恋人男性について歌った曲であり、ガガはこの曲を「自分にとって大切なもの」と位置付ける一方、「元恋人を思い出して悲しくなる」と述べている。2011年6月に来日した際、テレビ番組「SMAP×SMAP」でガガは歌詞の一部を「JAPAN」「TOKYO」と変えて歌い上げた。

## プロモーションビデオ
プロモーションビデオはネブラスカ州で撮影された。ビデオはかなりプライベートな内容になっており、「このビデオは何かの答えを示しているのではなく、疑問だらけのビデオなのです」とガガは話している。

ビデオはストーリーの各シーンを乱雑に繋ぎ合わせて構成されている。ストーリーは、小屋の中でマーメイドのガガと恋人の男性がセックスをしたり水のかけ合いをして愛し合うところから始まる。恋人はガガを人間にするためにガガを謎の装置に縛り付けたり、液体の入った水槽に沈めたりする。その後、人間の体を手に入れたガガはベッドから起き上がり、慣れない人間の足でヒールを履いて傷だらけになりながらも、ニューヨークから恋人に会いにネブラスカまで歩いていく。道の途中、アイスクリームトラックの前でガガがアイスを落とし、店主の中年男性に笑われるというシーンがある。これについてガガは「幼少期に体験した忘れられない辛い思い出」であると語っており、人生の道のりが決して平たんなものではないことを示唆しているという。

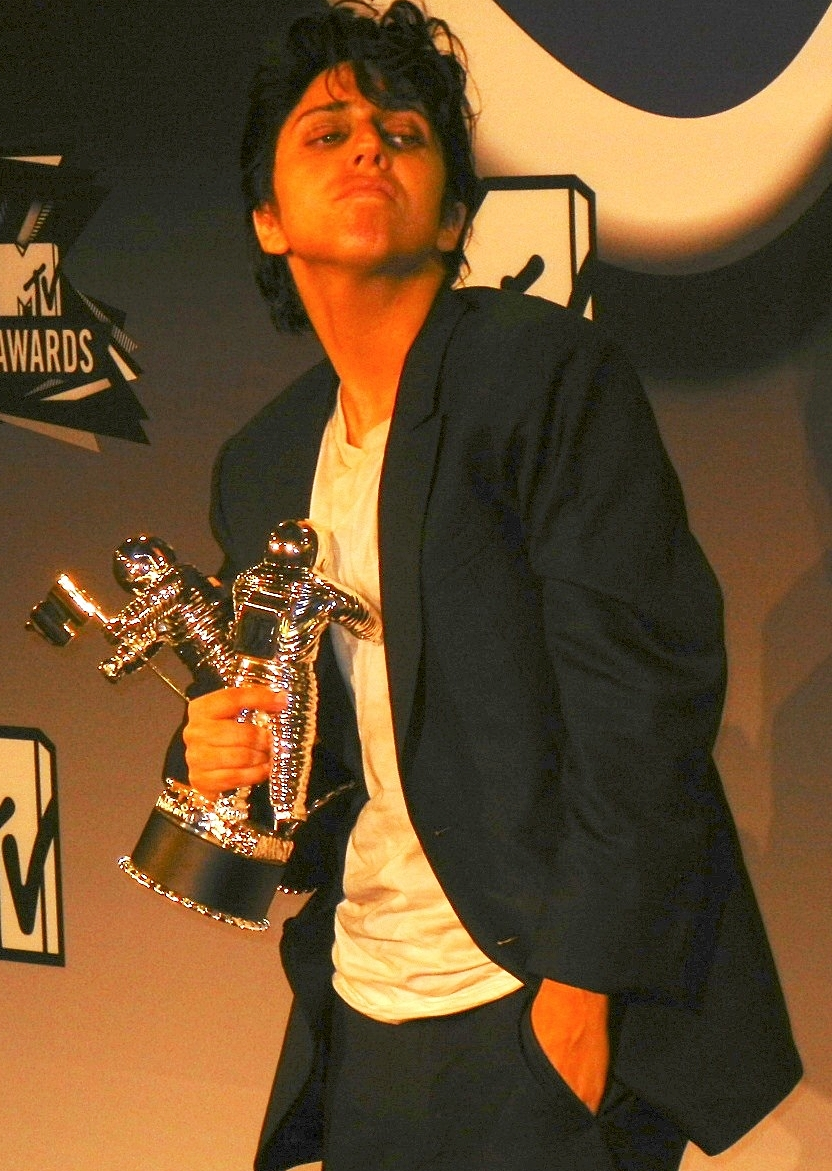
2011 MTV Video Music Awardsで自身の別人格者であるジョー・カルデローネに扮してステージに登場するレディー・ガガ

最後はウェディング姿のガガと恋人が結婚する場面で幕を閉じる。
ビデオの途中でトウモロコシ畑の中でピアノを弾く幼少期のガガと、ガガの心の中にいるもう一人の自分である男性ジョー・カルデローネが登場する。この2人がキスをするシーンは「自分自身を愛して」というメッセージが込められている。
ガガはこのビデオを自身のTwitterの1000ツイート目に公開した。このビデオの他に、この曲のファッションフィルムが5つ撮影されている。

## チャート功績
アメリカでは最高6位を記録。これにより全米トップ10記録を11作連続キープしたことになる。他にもニュージーランドで5位、オーストリアと日本で8位、カナダで10位を獲得するなどヒットした。